# Acipenser oxyrinchus
Acipenser oxyrinchus é uma espécie de esturjão da qual há duas subespécies:
- Esturjão-atlântico, Acipenser oxyrinchus oxyrinchus
- Esturjão-do-golfo-do-méxico, Acipenser oxyrinchus desotoi